# Ханзен, Иоахим
Иоахим Ханзен (нем. Joachim Hansen, настоящее имя Иоахим Шпилер (Joachim Spieler); 28 июня 1930, Франкфурт-на-Одере — 13 сентября 2007, Берлин) — немецкий актёр.

## Биография
Сын учителя и директора школы, Иоахим по окончании школы переехал в Западный Берлин и учился в языковой школе, где получил диплом переводчика английского и французского языков. По окончании школы Макса Рейнхардта работал в нескольких театрах. Режиссёр Альфред Вайденман пригласил его на главную роль в военном фильме «Звезда Африки» 1957 года. По просьбе кинопрокатчиков актёр сменил фамилию на «Ханзен». Фильм стал переломным не только для Ханзена, но и других занятых в нём актёров — Хансйёрга Фельми, Хорста Франка и Пира Шмидта.
За этой успешной ролью последовали роли в лентах «Собаки, вы хотите жить вечно?» (1958), «И вечно поют леса» (1959), его продолжении «Наследие Бьорндаля» и «Виа Мала». Сыграв в 1957—1962 годах главные мужские роли в 19 кинофильмах, Ханзен стал одним из самых популярных киноактеров Германии. Он снимался с Хильдегард Кнеф в приключенческом фильме «Мадлен и легионер», с Сентой Бергер в экранизации сочинения Брайана Эдгара Уоллеса «Тайна чёрного чемодана» и с Кристиной Кауфман, Кристианом Вольфом и Гертом Фрёбе в «Виа Мала».
С середины 1960-х годов Иоахим Ханзен стал сниматься в фильмах зарубежного производства, где ему часто доставались второстепенные роли немецких офицеров, например, в «Ремагенском мосте» (1968) с участием Роберта Вона и Джорджа Сигала, в фильме «Орёл приземлился» (1976) в роли офицера СС вместе с Робертом Дювалем, Дональдом Сазерлендом и Ларри Хэгмэном, а также в «Старом ружье» (1975) вместе с Роми Шнайдер и Филиппом Нуаре.
В 1986 году Ханзен с женой, ресторатором Марион Вольф и сыном переехал на жительство в Канаду, на остров Ванкувер, но часто бывал в Германии для участия в театральных постановках. В начале августа 2007 года Ханзен находился на театральных гастролях в Берлине и оттуда написал последнее письмо своему давнему тяжелобольному другу Хансйёргу Фельми, который умер через несколько дней. После написания этого письма у Ханзена случился инсульт, и он умер после пяти недель пребывания в коме. Похоронен в Канаде.

## Фильмография
| - 1957: Звезда Африки — Der Stern von Afrika - 1958: Мадлен и легионер — Madeleine und der Legionär - 1958: Viel Lärm um nichts - 1958: Romarei, das Mädchen mit den grünen Augen - 1958: Laila — Liebe unter der Mitternachtssonne - 1959: Собаки, вы хотите жить вечно? — Hunde, wollt ihr ewig leben - 1959: Morgen wirst du um mich weinen - 1959: Der Schatz vom Toplitzsee - 1959: И вечно поют леса — Und ewig singen die Wälder - 1960: Der Satan lockt mit Liebe - 1960: Das kunstseidene Mädchen - 1960: Wenn die Heide blüht - 1960: Das Erbe von Björndal - 1961: Ramona - 1961: Виа Мала — Via Mala - 1961: Lebensborn - 1962: Das Mädchen und der Staatsanwalt - 1962: Тайна чёрного чемодана — Das Geheimnis der schwarzen Koffer - 1962: Der Pastor mit der Jazztrompete - 1962: Zwischen Schanghai und St. Pauli - 1963: Kali Yug: Die Göttin der Rache (Kali Yug, la dea della vendetta) - 1963: Kali Yug — Aufruhr in Indien (Il mistero del tempio indiano) - 1964: Neunzig Nächte und ein Tag - 1964: Victoria Regina - 1964: Der Fall X701 - 1965: Die schwarzen Adler von Santa Fé (озвучивал Дитмар Шёнхерр) - 1965: Diamond walkers - 1965: Die letzten drei der Albatroß (озвучивал Нильс Клаузницер) - 1966: Rembrandt 7 antwortet nicht … - 1966: Горит ли Париж? — Brennt Paris? - 1967: …4 …3 …2 …1 …morte | - 1967: Assignment K - 1968: Andrea — Wie ein Blatt auf nackter Haut - 1969: Ремагенский мост - 1969: Unser Doktor ist der Beste - 1969: Komm, liebe Maid und mache - 1970: Underground (озвучивал Хайнц Петруо) - 1970: Pakbo - 1970: Giuditta — Freunde das Leben ist lebenswert - 1971: Die Hölle am Ende der Welt (Popsy Pop) - 1971: Operation Walküre - 1972: Gasparone - 1972: Sie liebten sich einen Sommer - 1973: Мир на проводе - 1973: Vous intéressez-vous à la chose? - 1974: Нора Хельмер - 1974: Härte 10 - 1975: Старое ружьё — Le Vieux fusil - 1976: Une femme à sa fenêtre - 1977: Орёл приземлился — The Eagle Has Landed - 1978: Heidi - 1978: Мальчики из Бразилии — The Boys from Brazil - 1978: Götz von Berlichingen mit der eisernen Hand - 1979: Железный крест 2 / Steiner — Das Eiserne Kreuz — гауптман Кистнер - 1979: Lucky Star (озвучивал Ханнес Громбалль) - 1985: Отель «Палас» / Palace — полковник Гюнтер Прем - 1985: Энн из Зелёных крыш / Anne of Green Gables — Джон Сэдлер - 1986: Un métier du seigneur (озвучивал Норберт Гастелл) - 1988: War and Remembrance - 1999: Ein Mann für gewisse Sekunden |

### Телевизионные сериалы
- 1967: Die fünfte Kolonne
- 1973: Okay S.I.R.
- 1973: Les nouvelles aventures de Vidocq
- 1974: Led faucheurs de marguerites — TV-Miniserie
- 1974: Härte 10
- 1975: Splendeurs et misères des courtisanes — TV-Miniserie
- 1977: Cinq à sec — TV-Miniserie
- 1978: Heidi
- 1983: The Winds of War
- 1983: Das Traumschiff
- 1983: Место преступления — Tatort
- 1995: My Secret Summer
- 2001: Für alle Fälle Stefanie

### Дубляж
- 1954: Врата ада — Ватару Ватанабэ (Исао Ямагата)
- 1969: Дикая ярость Тарзана — мистер Эдвардс (Патрик Ноулз)
- 1969: Кес — мистер Фартинг (Колин Велланд)
- 1971: Седьмой крест — Франц Марнет (Герберт Рудли)
- 1972: Тарзан: Человек-обезьяна — Гарри Хольт (Нил Хэмилтон)
- 1975: Как далеко отсюда, как близко — Шимон (Эдмунд Феттинг)

## Ссылка
- filmportal.de
- Иоахим Ханзен (нем.) на сайте synchronkartei.de[нем.]
- Иоахим Ханзен (нем.) на сайте synchrondatenbank.de